# عروسک بیسکو

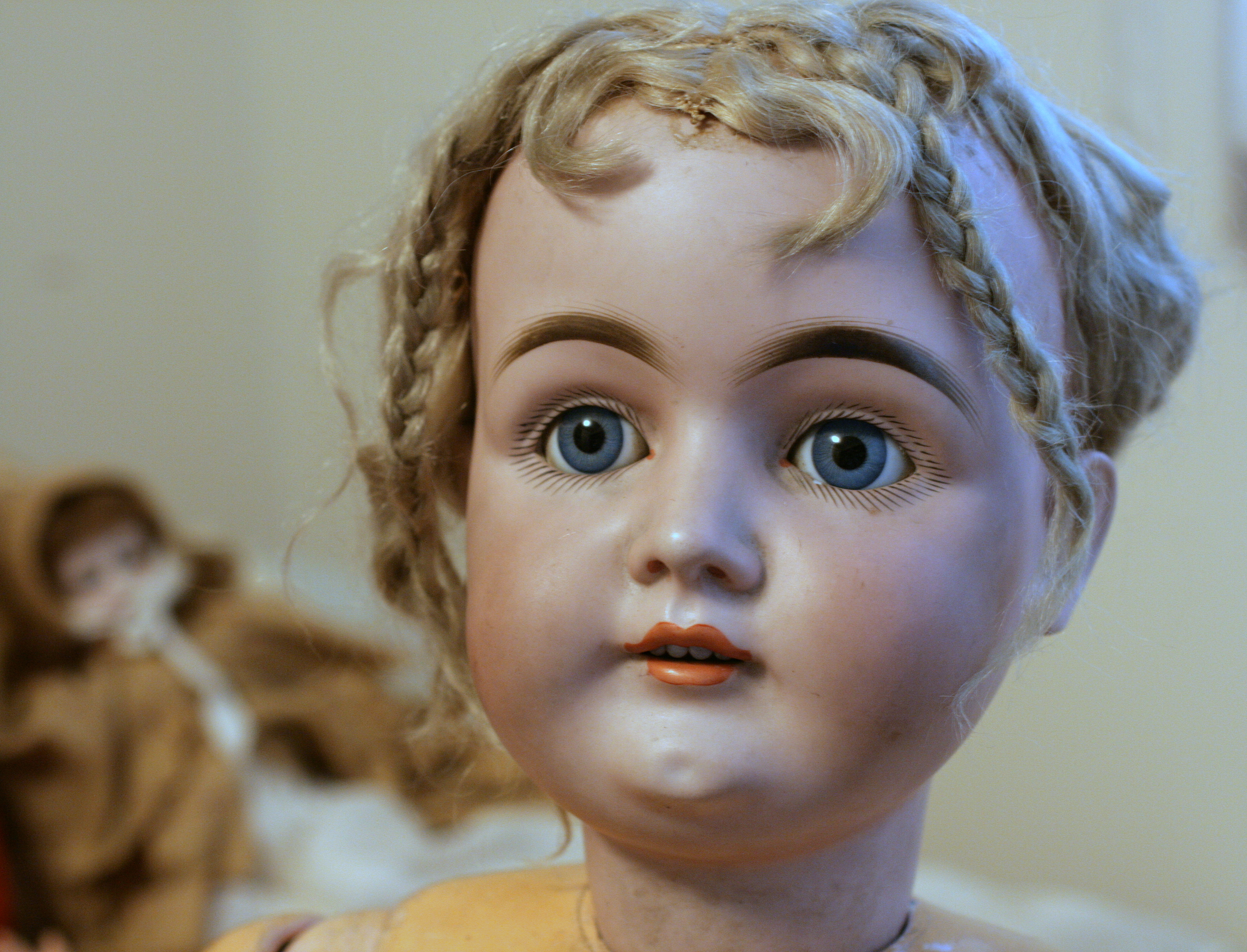
یک عروسک بیسکو آلمانی از حدود سال ۱۹۰۰

عروسک بیسکو، (به انگلیسی: Bisque doll) عروسک چینی یا عروسک سرامیکی (به انگلیسی: Porcelain doll) عروسکی می‌باشد که به‌طور کامل از بیسکو یا پرسلان بیسکویتی ساخته شده باشد.